# 塞雷斯 (西開普省)

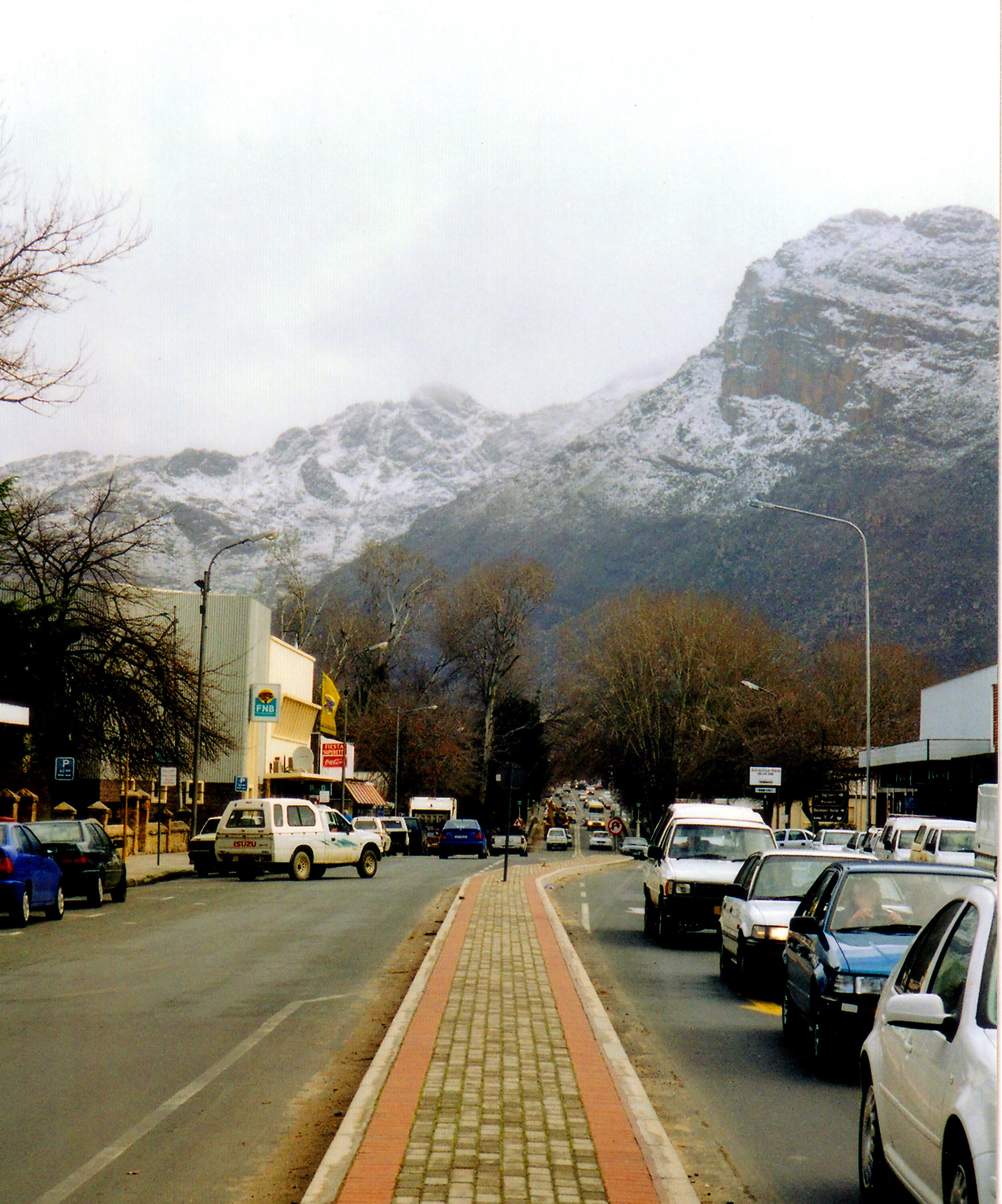

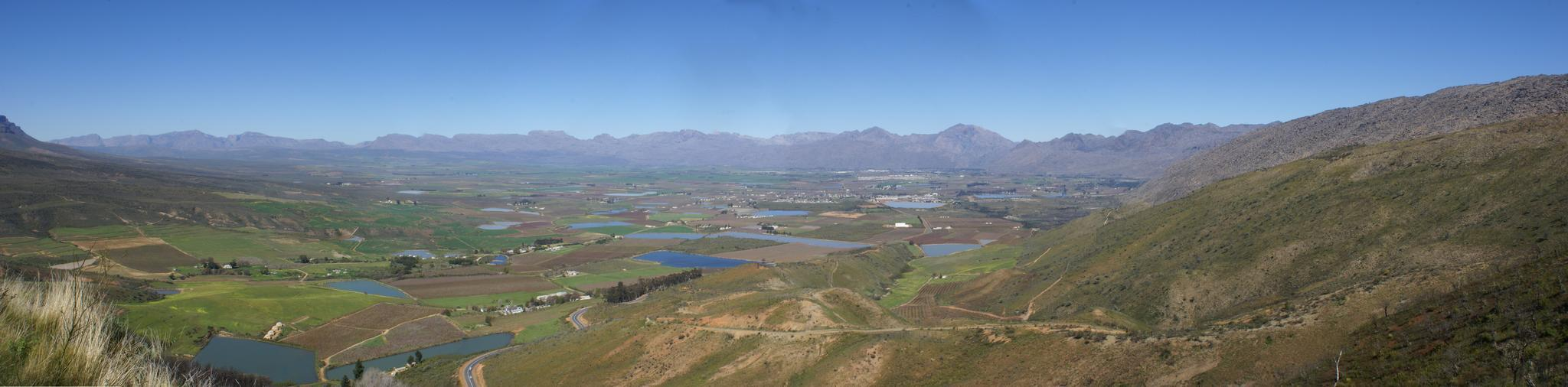

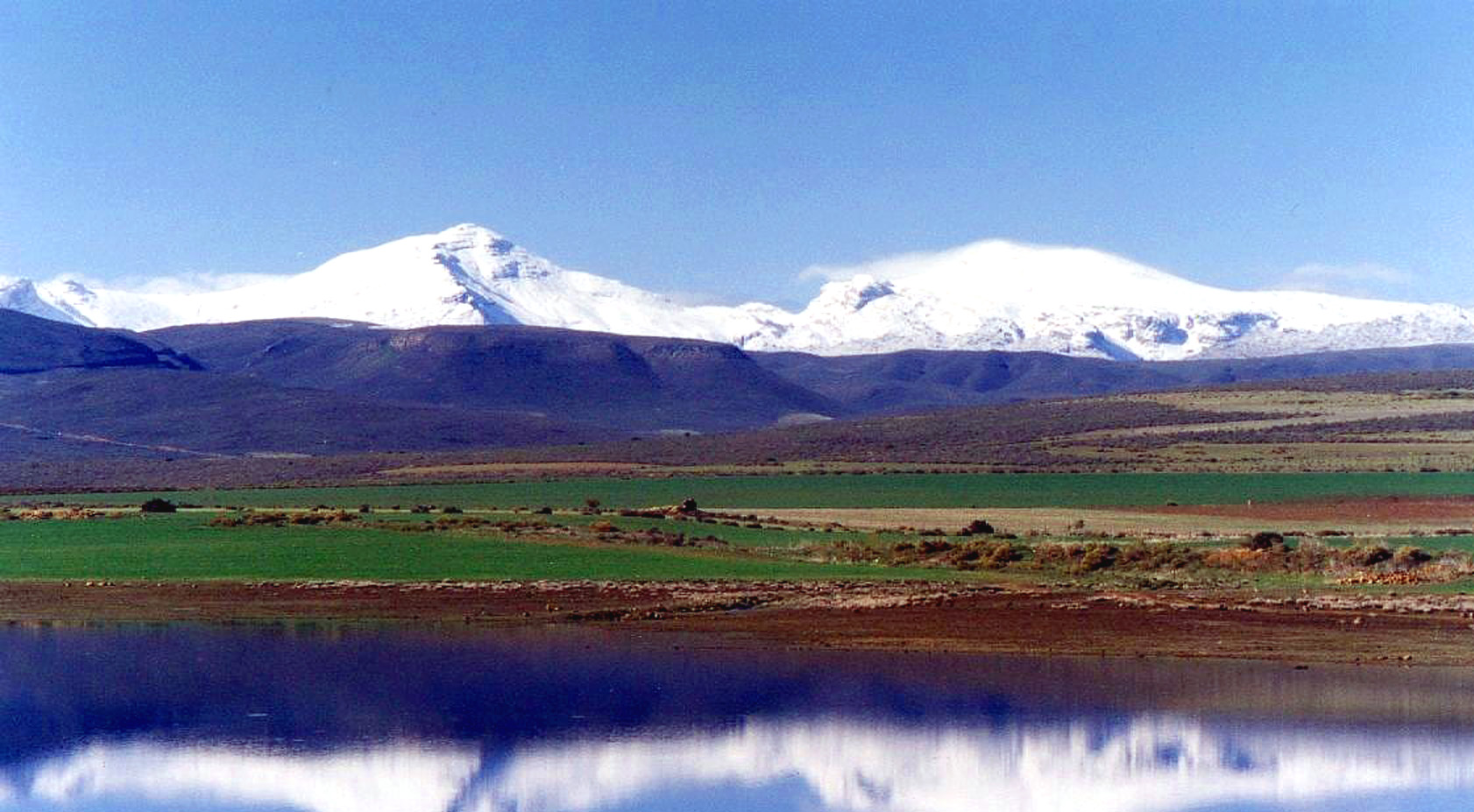

塞雷斯（英語：Ceres）是南非的城鎮，位於該國西南部，由西開普省負責管轄，距離開普敦170公里，始建於1854年，面積65.54平方公里，2001年人口9,588，人口密度每平方公里150人。

## 外部連結
- Ceres Tourism
- Ceres Museum